# Agrilus oceanicus
Agrilus oceanicus es una especie de insecto del género Agrilus, familia Buprestidae, orden Coleoptera.
Fue descrita científicamente por Cobos, 1959.